# Aeglopsis
Aeglopsis es un género con cinco especies de plantas  perteneciente a la familia Rutaceae.

## Especies
- Aeglopsis alexandrae
- Aeglopsis beguei
- Aeglopsis chevalieri
- Aeglopsis eggelingii
- Aeglopsis mangenoti